# Fjodor Pawlowitsch Rjabuschinski

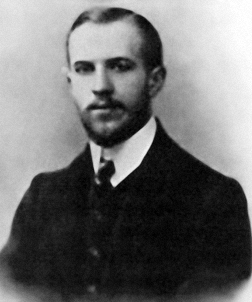
Fjodor Pawlowitsch Rjabuschinski

Fjodor Pawlowitsch Rjabuschinski (russisch Фёдор Павлович Рябушинский; * 12. Apriljul. / 24. April 1885greg. in Moskau; † 1910 ebenda) war ein russischer Mäzen und Organisator der Kamtschatka-Expedition 1908–1910.

## Leben
Rjabuschinski war der jüngste der acht Söhne des bedeutenden Unternehmers und Investors Pawel Michailowitsch Rjabuschinski. Er begeisterte sich seit seiner Jugend für Geographie und träumte von Entdeckungsreisen. Dem stand seine schwache Gesundheit entgegen; er litt schon früh an Tuberkulose. Im Alter von 20 Jahren ließ er sich von Alexei Arssenjewitsch Iwanowski ein Jahr lang in der Geographie, Anthropologie und Ethnographie Sibiriens ausbilden. Offenbar dachte Rjabuschinski bereits an eine Expedition nach Kamtschatka. Mit seinen Expeditionsplänen wandte er sich an verschiedene Institutionen in Moskau und St. Petersburg. Nur die Russische Geographische Gesellschaft erklärte sich bereit, sich an der Expedition zu beteiligen. Rjabuschinski übernahm die Finanzierung der Expedition (400.000 Rubel für die Expedition selbst und 300.000 Rubel für Auswertung und Veröffentlichungen), die 1908–1910 durchgeführt wurde. Zu den Wissenschaftlern der Expedition gehörten der Ozeanograf Juli Michailowitsch Schokalski, der Kartograf Pjotr Petrowitsch Semjonow-Tjan-Schanski und der Ethnograf Waldemar Jochelson. Leiter der Expedition war der Botaniker und Geograph Wladimir Leontjewitsch Komarow. Zu den jüngeren Mitarbeitern der Expedition gehörte der Geodät Nikolai Georgijewitsch Kell, der die erste Karte der Vulkane Kamtschatkas erstellte. Rjabuschinski konnte aufgrund seiner zunehmenden Erkrankung nicht mehr an der Expedition teilnehmen. Zu seinen Ehren wurde die Expedition nach ihm benannt. In der Geschichte der russischen Geographie war diese privat finanzierte Expedition einzigartig.